# Le Mesnil-Saint-Firmin
Le Mesnil-Saint-Firmin é uma comuna francesa na região administrativa de Altos da França, no departamento de Oise. Estende-se por uma área de 4,14 km². Em 2010 a comuna tinha 262 habitantes (densidade: 63,3 hab./km²).